# Cato
Cato je mužské křestní jméno latinského původu. Římský cognomen znamenající "moudrý", "všeznalý"".

## Cato jako jméno
- Cato mladší (95 př. n. l. – 46 př. n. l.), římský senátor a republikánský vojevůdce
- Cato starší (234 př. n. l. – 149 př. n. l. ), římský spisovatel, politik, voják a řečník
- Dionysius Cato

- Cato, fiktivní postava z knih a filmů Hunger Games
- Kato, český raper a DJ
- Kato, dánský DJ

## Cato jako příjmení
- Diomedes Cato, v Itálii narozený polský skladatel
- Molly Scott Cato, britská politička Zelených a ekonomka
- Suzy Cato, novozélandská bavička
- Kelvin Cato, americký basketbalista
- Noah Cato, anglický ragbista
- Rakeem Cato, americký hráč amerického fotbalu
- Roland Cato, grenadský kriketista